# La Atalaya (Albacete)
La Atalaya es la montaña más elevada de la Sierra de las Cabras y de toda la Provincia de Albacete. Se eleva hasta los 2083 metros de altitud y pertenece al Sistema Bético, en el extremo sur de la provincia, muy cerca del límite con Granada.

## Términos
Existe un pico muy cercano que se llama Pico de las Cabras y es el cual da nombre a la sierra. Tan sólo es tres metros menor, con 2080 metros de altitud. Este hecho ha dado lugar a muchas confusiones, que en ocasiones mezclaban los nombres de ambos picos, así como una disputa por ver cuál era el techo de la provincia. La cima que sostiene el vértice geodésico llamado Las Cabras es tomado tradicionalmente como el techo de Albacete, pertenece al municipio de Nerpio.

## Geografía
Se trata de una montaña caliza, muy pedregosa y con escasa vegetación. Crecen en su base algunas encinas y en zonas altas se encuentran pies de pino salgareño y sabina rastrera en forma arbustiva.

## Ascensión
La manera más fácil de acceder es a través de la localidad Aldea de Fuente Carrasca, situada a 1521 metros de altitud. Posteriormente se remonta el Barranco de Pedro Guerrero, con sendero en zona boscosa y posteriormente se hace cumbre en el Cagasero a 2040 metros de altitud. El resto de la ascensión es por la cresta de la sierra, de fácil acceso hasta la cumbre de La Atalaya.